# Guy de Mello
Guy de Mello, né en 1212 et mort le 19 septembre 1270, est un prélat français du XIIIe siècle, évêque de Verdun (1246) puis d'Auxerre (1247).

## Famille
Guy est un fils de Guillaume Ier de Mello, seigneur de Saint-Bris qui porte le surnom de Porte-paix (voir l'article Dreux), dû à son habitude de régler paisiblement les différends de ses voisins, et d’Elisabeth de Mont-Saint-Jean (Côte-d'Or), famille égale aux Mello en noblesse. 

Il a pour frère Geoffroy du Mont-Saint-Sulpice.
Son grand-père Dreux IV de Mello est connétable de France sous Philippe-Auguste.
Thibaud de Champagne est également un parent, ainsi que Jean, le puissant seigneur de Seignelay, et Guy de Champlost qui est son beau-frère.
Un Guillaume de Mello est abbé de Vézelay à la fin du siècle précédent[réf. souhaitée].

## Biographie
Son goût précoce pour les études le fait quelque peu mal aimer de son père - ce qui le pousse d'autant plus à étudier, le droit et la théologie. Plus tard son trait distinctif est la lenteur de ses prises de décision : il donne en effet un temps de réflexion avant de décider de toute chose ; mais a tendance à la sévérité envers les "méchants". Il est aussi très protecteur envers les biens de l'Église dont il a la charge, jusqu'à la domination.

### Doyen à Auxerre puis évêque de Verdun
Guy de Mello est le doyen actif et apprécié du chapitre de la cathédrale Saint-Étienne d'Auxerre. Il se trouve au concile général de Lyon en 1245 comme député de l’église d’Auxerre, lorsqu’il est appelé à la tête de la principauté épiscopale de Verdun qui avait alors besoin d’un personnage énergique pour soutenir ses intérêts. Il devient évêque de Verdun cette année-là.

### Évêque d'Auxerre
À la mort de l'évêque d'Auxerre Renaud de Saligny en 1247, le chapitre d'Auxerre qui l'a vu grandir et a pu apprécier ses connaissances et sa personnalité, élit Guy comme successeur. La translation (de Verdun à Auxerre), deuxième seulement parmi les évêques d'Auxerre, est agréée par le pape Innocent IV en février[réf. souhaitée] 1247 lors de sa visite en France. Guy rentre solennellement à Auxerre pour son installation juste avant ou au début des fêtes de Pâques 1247.

### Protecteur des droits suzerains
Regnaud Rongefer construit
L'année suivante amène la septième croisade, première des deux croisades lancées par Louis IX. Avant leur départ de nombreux nobles dont son père et son oncle Dreux, font leur testament et confient à Guy la charge d'exécuteur. Profitant de leur absence et de celle du roi, le chevalier Regnaud Rongefer, qui s'est déjà fait remarquer quelque 15 ans auparavant par son aliénation de Varzy et de son château épiscopal sous l'évêque Henri de Villeneuve, cherche à s'agrandir : il fait fortifier et élever sa maison, pourtant déjà naturellement bien fortifiée, à Saint-Pierre-du-Mont à seulement 6,5 km au nord-est de Varzy. Mal lui en prend : Guy l'y assiège pendant plusieurs jours, prend la place-forte et fait raser toutes les fortifications tant anciennes que nouvelles. Vindicatif, par la suite Renaud essaie plusieurs fois d'attenter à la vie de Guy, sans succès.
Geoffroy de Corbelin construit
La situation se reproduit avec Geoffroy de Corbelin, qui construit à l'emplacement du futur château de Corbelin une bretèche (maison fortifiée en bois) et d'autres dépendances ; mais la comtesse d'Auxerre Mahaut (1188-1257) s'interpose comme médiatrice et un accord est mis en place en sa présence lors d'une rencontre à Coulanges-sur-Yonne le 31 mai 1249.
Mathilde de Courtenay et Hervé de Nevers, visite des châteaux
Il n'en relâche pas pour autant son emprise sur les possessions suzeraines de l'évêché - dont font partie les châteaux de Châteauneuf, Saint-Sauveur, Cosne, Mailly et Betry sur Vermenton, tous appartenant à la même comtesse Mahaut mais dont l'évêché est suzerain. Comme il estime qu'un long temps s'est passé depuis que les évêques d'Auxerre sont entrés dans ces châteaux, il contraint par censure ecclésiastique la comtesse à les lui livrer ; il les tient suffisamment longtemps pour avoir le temps de coucher au moins une fois dans chaque château, y laisse des commis pour les garder de sa part, et les rend ensuite à la comtesse sa vassale.
Pierre de Bassou construit
Sur la fin de sa vie il contrecarre un autre vassal constructeur : le chevalier Pierre de Bassou, sur Appoigny, contre lequel il obtient un arrêt du parlement en 1269 vers la Toussaint.
Eudes de Bourgogne bat monnaie
Il confronte aussi Eudes fils d'Hugues IV duc de Bourgogne et lui-même comte de Nevers, mais non plus pour des constructions. Eudes fait battre monnaie à Auxerre sans l'avoir présenté aux gens d'Église pour leur approbation ; de plus il n'en met pas en circulation plus du dixième de ce qui est nécessaire et interdit formellement, sous de grosses peines, l'usage de toute autre monnaie. Gui envoie notice aux officiers du comte de ce qu'ils ont à comparaître devant lui, notice qui reste sans effet. Gui porte l'affaire devant saint Louis et obtient que la monnaie d'Eudes soit décriée dans la ville par avis royal, et ses fabricants chassés.

### Présence aux conciles
Il assiste à la fameuse assemblée tenue à Sens le 19 mars 1251 pour examiner le mariage d'Henri, roi d'Angleterre avec Jeanne de Dammartin, comtesse de Ponthieu. 

Dans les années 1250 il passe beaucoup de temps à Paris où il assiste à plusieurs conciles, en 1252, 1253, 1255 et 1256 - les trois derniers de ces conciles concernant les résolutions à prendre à la suite du meurtre du chantre de l'église de Chartres au début de cette période. Il est de ce fait présent à la signature du contrat de mariage entre Louis fils aîné de saint Louis et Bérengère fille du roi Alphonse de Castille.
En 1257 le pape le charge de lui rapporter la conduite d'Henri abbé de Saint-Denis. Son rapport amène le renvoi rapide de l'abbé.
En 1263 il reproche à saint Louis de ne pas faire saisir les biens de ceux qui, excommuniés, ne se sont pas fait absoudre dans l'année qui suit.

### Protecteur des droits ecclésiastiques
Les Templiers de Monéteau donnent à leur chapelle l'allure extérieure d'une église paroissiale et y ajoutent une cloche pour appeler les fidèles ; ils y célèbrent même un mariage. Les demandes de Guy restant sans réponse, il s'adresse à Simon de Brie, cardinal de Sainte-Cécile et légat du pape en France, et obtient satisfaction sur ordre de celui-ci.
Les religieux de Pontigny ne font pas la même erreur : ils lui demandent permission, accordée en 1260, de construire la chapelle Saint-Laurent dans leur maison de Saint-Bris. EN 1251 les religieux de Saint-Marien lui demandent d'approuver leur élection d'Etienne, abbé de Saint-Paul de Sens, comme abbé de Saint-Marien - formalité d'autant plus exigée puisqu'il s'agit pour l'abbé d'opérer une translation d'une abbaye à une autre.
Le 25 avril 1253 il donne des statuts à la collégiale de Cosne-sur-Loire. Les archiprêtres du diocèse se plaignent de la petitesse de leurs revenus ; il écrit à ce sujet à Clément IV qui permet que les archiprêtres prélèvent 1/3 de la première année de chaque cure de leur district.

### Expéditions militaires
Plusieurs fois il paraît à la tête des troupes. 

En 1261 il est à la tête d'une armée levée en 15 jours par le pape Urbain IV, contre des barbares dont le chef s'appelle Perceval d'Aurie.

En 1265 et 1266 il est en Italie pour la « croisade » contre Mainfroy de Hohenstaufen.

### La «croisade» d'Italie
il s'agit d'aider Charles d'Anjou à conquérir ses royaumes de Naples et de Sicile, que le pape a promis à ce dernier à condition qu'il en chasse Mainfroy de Hohenstaufen, fils bâtard l'empereur Frédéric II. Vers la saint Rémi Guy part en Italie sur l'invitation de Clément IV, en compagnie de Bouchard comte de Vendôme, Robert comte de Flandre, Jean de Seignelay et d'autres nobles,. Ils vont ensemble à Albe puis à Rome rejoindre Charles d'Anjou et assister à son couronnement. À cette occasion, Guy reçoit le titre de légat du pape. Charles et sa suite se dirigent ensuite sur Bénévent ou est retranché Mainfroy. Ils assiègent la place pour un temps en février avant que Mainfroy ne se décide à livrer bataille. Guy harangue l'armée puis se met à sa tête. Mainfroy meurt au cours de la bataille ; Charles d'Anjou y gagne Naples et la Sicile. Guy retourne à Rome, reçoit les compliments du pape et une bulle datée du 8 juin 1266 touchant les repas des chanoines d'Auxerre.
De retour à Auxerre, il repart à Saint-Germain-en-Laye pour les fiançailles de Blanche fille de saint Louis peu de temps après cette année-là.

### Élévations, translations et visites de reliques
La cérémonie la plus auguste de son épiscopat est l'élévation du corps de saint Edme à l'abbaye de Pontigny en 1247, en présence de saint Louis et de Blanche sa mère.

Le 5 septembre 1255 il est à Noyon (Picardie) pour la visite ou la translation des reliques de saint Éloi.

### Embellissement des maisons épiscopales
Guy de Mello fait de très fortes dépenses pour relever et embellir les châteaux de Regennes (sur Appoigny) et de Beauretour, des travaux dont déjà au XVIIIe siècle il ne reste rien.
Évêché d'Auxerre
Il fait bâtir au-dessus des celliers de l'évêché la belle salle du synode, double salle avec des vitrages ornés aux armoiries de l'époque. Il fait ajouter au nord de ce bâti une double chapelle de structure élégante, avec une petite tourelle ; cette chapelle a été détruite avant le XVIIIe siècle. Il fait aussi rebâtir la chambre épiscopale qui donnait sur la cour appelée préau, et fait clore tout le côté Est de l'évêché par des murs à créneaux et tourelles. Ces fortifications ont aussi été détruites depuis.
Regennes
Regennes acquiert par lui des murailles de clôture considérablement agrandies et une tour carrée très épaisse en forme de portique. Il fait surélever le château, et y fait de grands aménagements à l'intérieur, ainsi qu'à l'extérieur où il fait planter des vergers et creuser des étangs. Il fait aussi reconstruire les tours sises le long de l'Yonne, qui sont délabrées.
Varzy
Il fait rebâtir les salles et le reste du château de Varzy détruit dans un incendie. Il fait réparer les murs, sur le bord desquels il fait construire des logements.
Villechaul
C'est lui qui fait construire le château de Villechaud, dont le XVIIIe siècle verra les ruines encore impressionnantes. Il veut par là avoir un lieu de délassement assez proche de la ville et choisit pour cette demeure un terrain en bord de Loire. Cette construction le fait se heurter à Eudes comte de Nevers, sur le même principe que Guy applique envers ses vassaux : empiètement sur les droits suzerains. Mais un arrêt de la Cour donne raison à Gui, qui fait achever les travaux y compris planter de la vigne de la meilleure race.

### Autres activités
Guy de Mello crée l'archidiaconé de la Puisaye[réf. souhaitée]. Il fonde un autel dans la Maison-Dieu du cloître du Chapitre. Il établit par testament un droit de préemption sur sa maison de Paris pour une somme de 700 livres, en faveur de l'évêché d'Auxerre - afin que ses successeurs, moyennant cette somme, puissent avoir un pied-à-terre à Paris.
Sur la fin de sa vie en 1267, il refuse l'archevêché de Lyon en remplacement de Philippe de Savoie, malgré l'insistance ardue du pape Clément IV qui va jusqu'à le menacer ou du moins prétendre le faire. Guy tient bon. L'affrontement sur l'archevêché de Lyon ne cesse qu'avec la mort de Clément IV le 29 novembre 1268. Ceci semble avoir occupé Guy pour toute l'année 1268 car il n'y a pas d'autre traces d'activité de sa part cette année-là, alors qu'en 1269 il est cité comme établissant un accord entre un homme et son neveu ; 1269 est aussi l'année où il remet à son neveu Dreux III de Mello un dépôt de 2 000 livres de la part d'Isabelle la sœur de Dreux.

### Mort
Il meurt le 19 septembre 1270. Il est inhumé dans le chœur de la cathédrale Saint-Étienne d'Auxerre, aux pieds du vénérable Bernard Ier de Sully.